# 車票

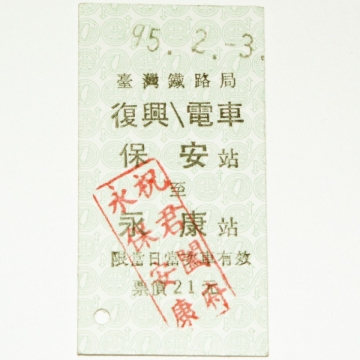
台鐵的永保安康車票。

車票指乘搭公共交通工具時用作付款憑證的票券（或代幣），互联网时代亦以电子客票等非实体的形式存在。

## 定義
「車票」一詞指「由鐵路或汽車客運公司所發行，並由公司人員及其他經正式授權者販售，供民眾搭乘鐵路列車或公共汽車之各類票證、卡片、裝置、器具、通行證或許可證。」

## 種類
車票可根據其使用範圍、製造物料、效用等分類。

### 依交通工具分類

#### 公車車票
用以搭乘公車的車票。

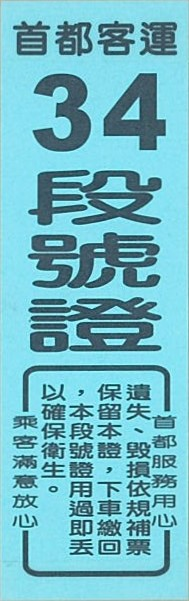
首都客運車票

香港巴士曾一度有這類車票，但自從實施單人操作後便已取消，但通宵巴士則除外(向首程路線的車長索取轉車票1張，在次程下車時將轉車票放入錢箱)。九廣西鐵通車前，九鐵巴士曾設有輕鐵轉車票，以方便乘客轉乘輕鐵(不需另外購買輕鐵單程車票，只收現金)，這款車票最終在2004年取消了，轉乘優惠改為以八達通轉乘。
在日本與台灣，部分實施分段收費的公車路線中，如乘客有資格繳付分段收費，必須索取整理券，並在下車時出示，方能享用分段收費。

#### 鐵路車票
俗稱火車票，即乘搭火車的車票。鐵路（大部分地鐵系統除外）車票通常為紙製並印有車程資料。
- 埃德蒙森式鐵路車票
- 地鐵車票
  - 港鐵車票

### 依物料分類
- 紙車票
- 磁卡車票
- IC代幣
- 智能卡（IC卡）

### 依有效期分類
- 單程票 - 只限一次性乘搭的車票。
- 往返票 - 可供乘客乘搭兩程來回的車票。
- 周游票 - 專供遊客或特定類別乘客使用的車票，各大鐵路系統依其票種政策而有不同命名。例如：遊客全日通、遊客過境旅遊票、日本鐵路周遊券及仿效其設立之台灣鐵路周遊券、歐洲火車証及仿效其設立之印度火車證等。
- 定期票 - 限期內無限次乘搭之車票。例如：迪士尼綫月票、JR月票等。
- 儲值車票 - 非依使用期限而是耗用卡片內剩餘金額代替現金付款乘車的智慧卡式車票，使用方式多為由車站或車上設置之專用裝置感應刷卡，從卡中扣除車資來乘車，並設有儲值機制以利永久使用。例如：Suica、悠遊卡等。

## 外部鏈接
维基共享资源上的相關多媒體資源：車票